# 6 Leonis
6 Leonis, eller h Leonis, är en orange jätte i stjärnbilden Lejonet.
6 Leonis har visuell magnitud +5,07 och är synlig för blotta ögat vid normal seeing. Den befinner sig på ett avstånd av ungefär 500 ljusår.